# Heinrich Tieste

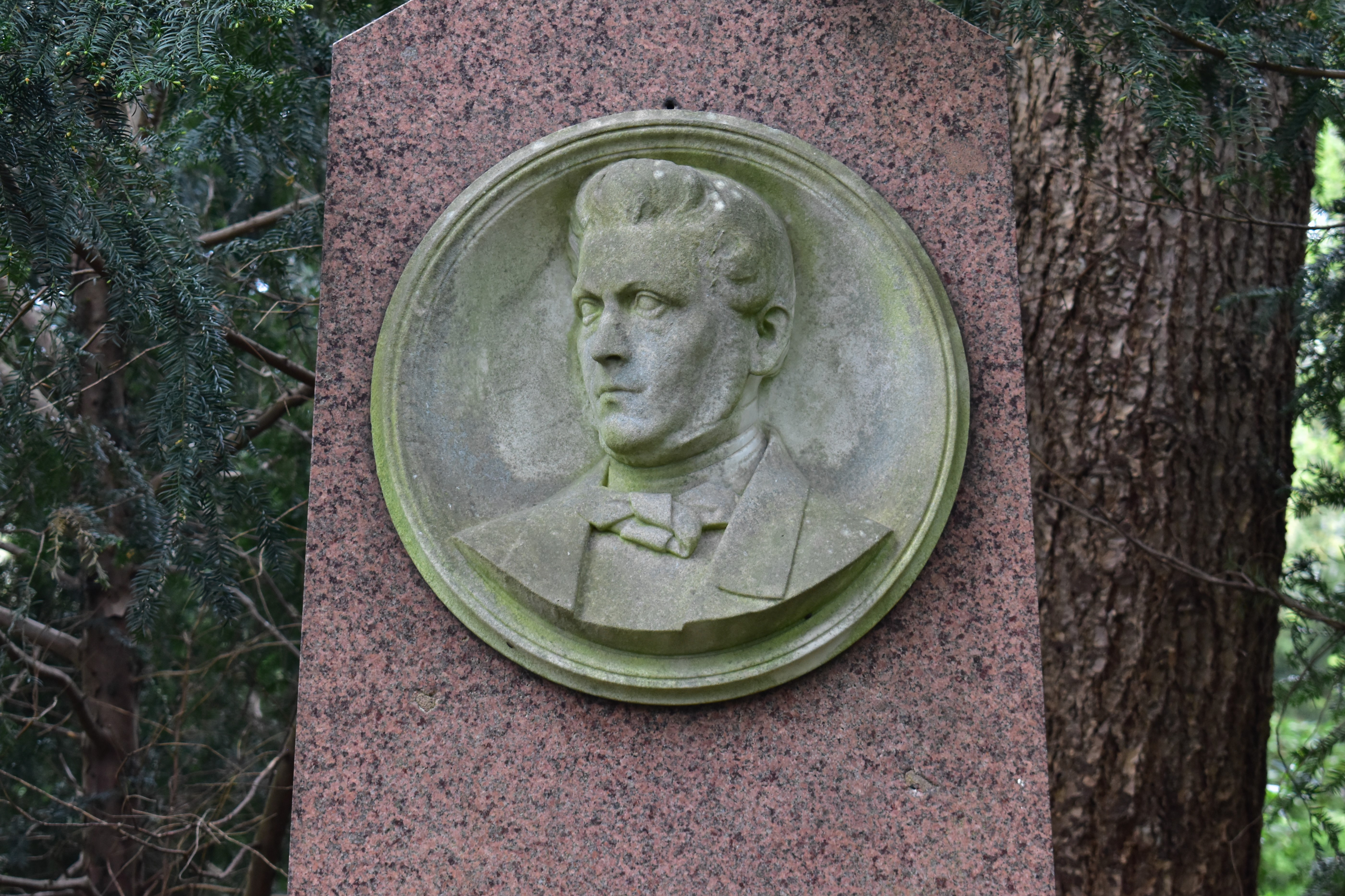
Relief-Plakette des jungen Tieste von Eduard Taeger

Anton Conrad Heinrich Tieste (geboren 29. November 1815 in Hagenburg; gestorben 21. Januar 1882 in Hannover) war ein deutscher Geburtshelfer, Wundarzt und der letzte „Wundarzt 2. Klasse“ der späteren Landeshauptstadt Hannover.

## Leben
Tieste wurde im Schaumburger Land in Hagenburg am Steinhuder Meer als Sohn eines Hagenburger „Kolonen“ geboren, dem Inhaber eines Kolonats, eines in Erbpacht vergebenen Landstreifens in einer nach Rodung errichteten Moorkolonie. Um seine Familie ernähren zu können, arbeitete Tiestes Vater im Zweitberuf als Lohgerber. 1825 siedelte die Familie nach Linden bei Hannover über, wo Tiestes Vater wiederum als Lohgerber arbeitete. Dort besuchte Heinrich Tieste mutmaßlich die Lindener Dorfschule, bevor er sich nach einer Lehre auf Wanderschaft begab.
Am 11. März 1839 immatrikulierte er sich – mit der Angabe, er sei zuvor als Barbier tätig gewesen und besäße Lateinkenntnisse – an dem am Collegium Carolinum in Braunschweig angegliederten Collegium anatomicum chirurgicum. Ein Jahr studierte er am Anatomischen Theater am Braunschweiger „Anatomieberg“, an dem er es vor allem mit den Leichen von Armen, Huren und „Hur-Kindern“ zu tun bekam.
Anschließend wechselte Tieste an das Collegium anatomico-chirurgicum zu Hannover, wo er 1842 vor der Ärztlichen Kommission seine Prüfung zum Wundarzt ablegte. In der Folge scheiterten seine beiden Versuche, sich als Wundarzt in seinem Geburtsort Hagenburg niederzulassen und zugleich die dort ehemals von seinem Vater erlangte Erbpacht wieder aufzunehmen am Widerstand der Schaumburg-Lippischen Behörden. Mutmaßlich erlangte Tieste daraufhin in Hannover die Zulassung zum zweiten Wundarzt und Geburtshelfer; im Folgejahr 1844 verzeichnete ihn das Adressbuch der Stadt Hannover erstmals als solchen. Als Betätigungsgebiet hatte er die damals gerade im Entstehen begriffene Südstadt gewählt, wo sich sogenannte „Gartenkosaken“ und andere zumeist ärmliche Leute ansiedelten. Dort erhielt er einerseits eine wachsende Zahl von Patienten, kam andererseits aber nur selten auf eine angemessene Vergütung. Daher hielt Tieste nach Behandlungen lediglich seine Rockschürze hoch; seine Patienten entlohnten die ärztliche Hilfe eher freiwillig nach ihren jeweiligen Möglichkeiten.
Da in der Mitte des 19. Jahrhunderts Kranke nicht eine Praxis, „zum Arzt“ gingen, stattdessen den Arzt ins Haus riefen, musste auch Tieste bei jedem Wetter seine Patienten zu Fuß aufsuchen. Vielen seiner Mitmenschen blieb der südstädter „Hausarzt“ in Erinnerung als einer, der sich mit seinen Patienten im hannoverschen Platt unterhielt, sich nach den Kindern und Essgewohnheiten erkundigte oder auch über „Gott und die Welt“ schnackte. Aufgrund der damals noch hohen Sterblichkeit bei heute vergleichsweise leicht zu lindernden Leiden erhielt Heinrich Tieste im Volksmund den Namen „Dr. Lopendod“, wenngleich nicht überliefert ist, ob er tatsächlich wie der „Tod auf Latschen“ die Leute aufsuchte.

## Familiengrab

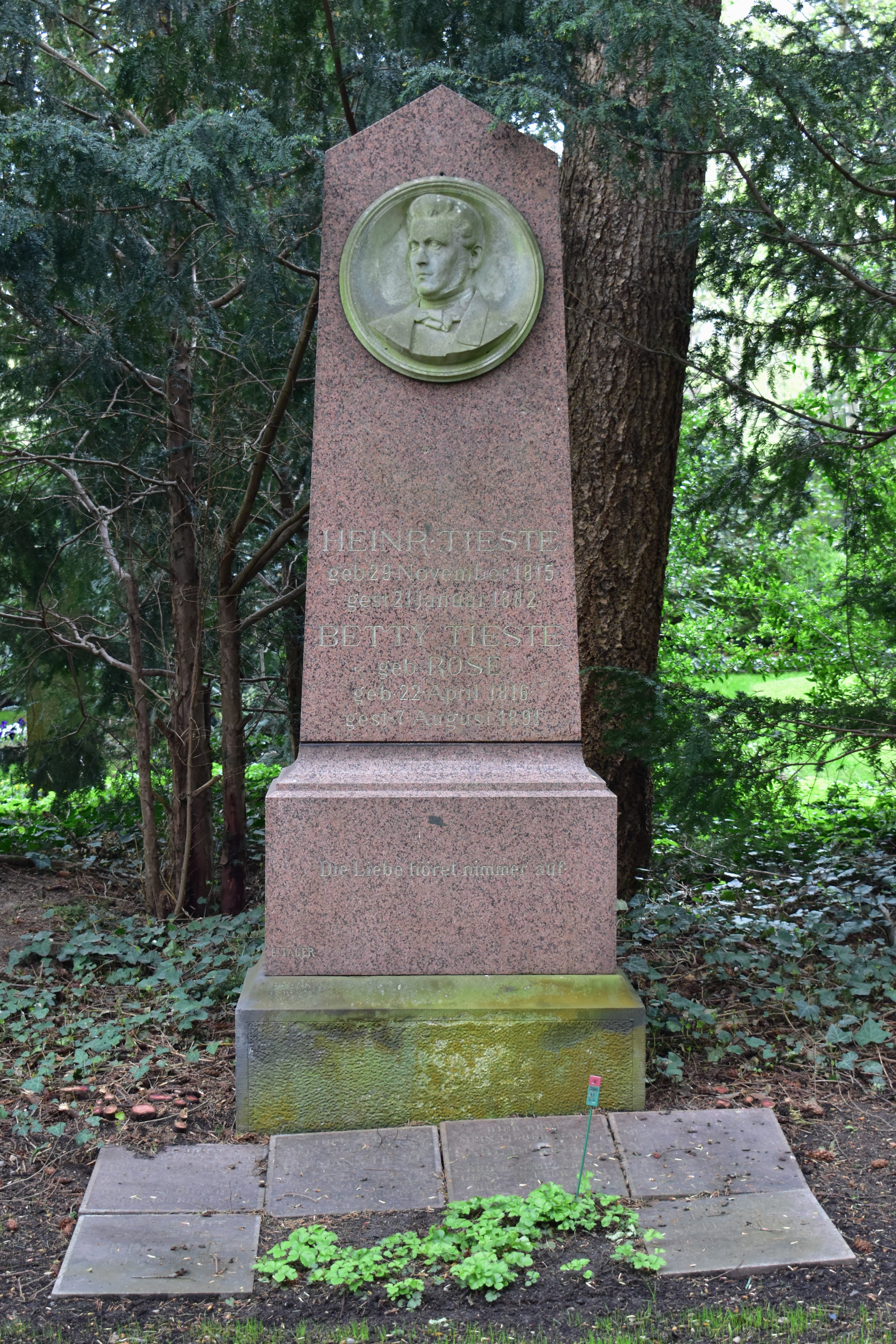
Obelisk aus rotem Granit auf dem Stadtfriedhof Engesohde

Heinrich Tieste und seine Ehefrau Betty wurden auf dem Stadtfriedhof Engesohde beigesetzt. Das kulturhistorisch als bedeutend geltende Grabmal Abteilung 28B, Grablege 11A-11B, schuf der Bildhauer Eduard Taeger als roten Obelisken mit einem Relief-Medaillon. Es zeigt das Antlitz des jungen Tieste und ist mutmaßlich die einzige Abbildung des „Doktor Lopendod“.

## Tiestestraße

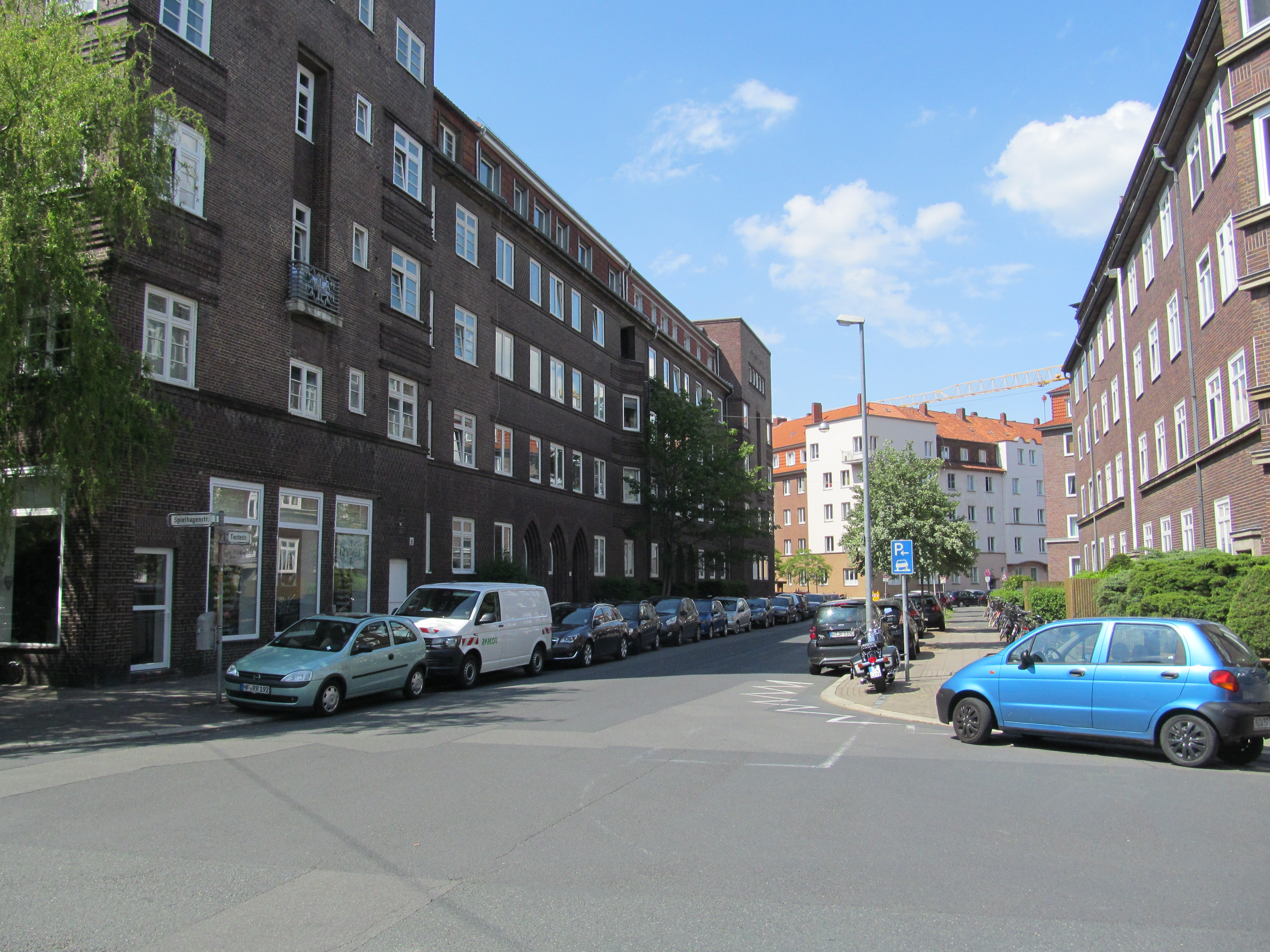
Blick durch die Tiestestraße in der Südstadt von Hannover

Die von der Kleine Düwelstraße zur Jordanstraße führende Tiestestraße wurde 1919 in der hannoverschen Südstadt angelegt in Erinnerung an den Jahrzehnte zuvor „in der Südoststadt lebenden Wundarzt.“